# Volaire Model 10
Le Volaire Model 10 est un biplace d’école métallique à aile haute en train classique fixe américain. Sa version quadriplace Volaire 1050 fut produite en série de 1965 à 1968 par Aero Commander comme Aero Commander 100.

## Volaire Model 10

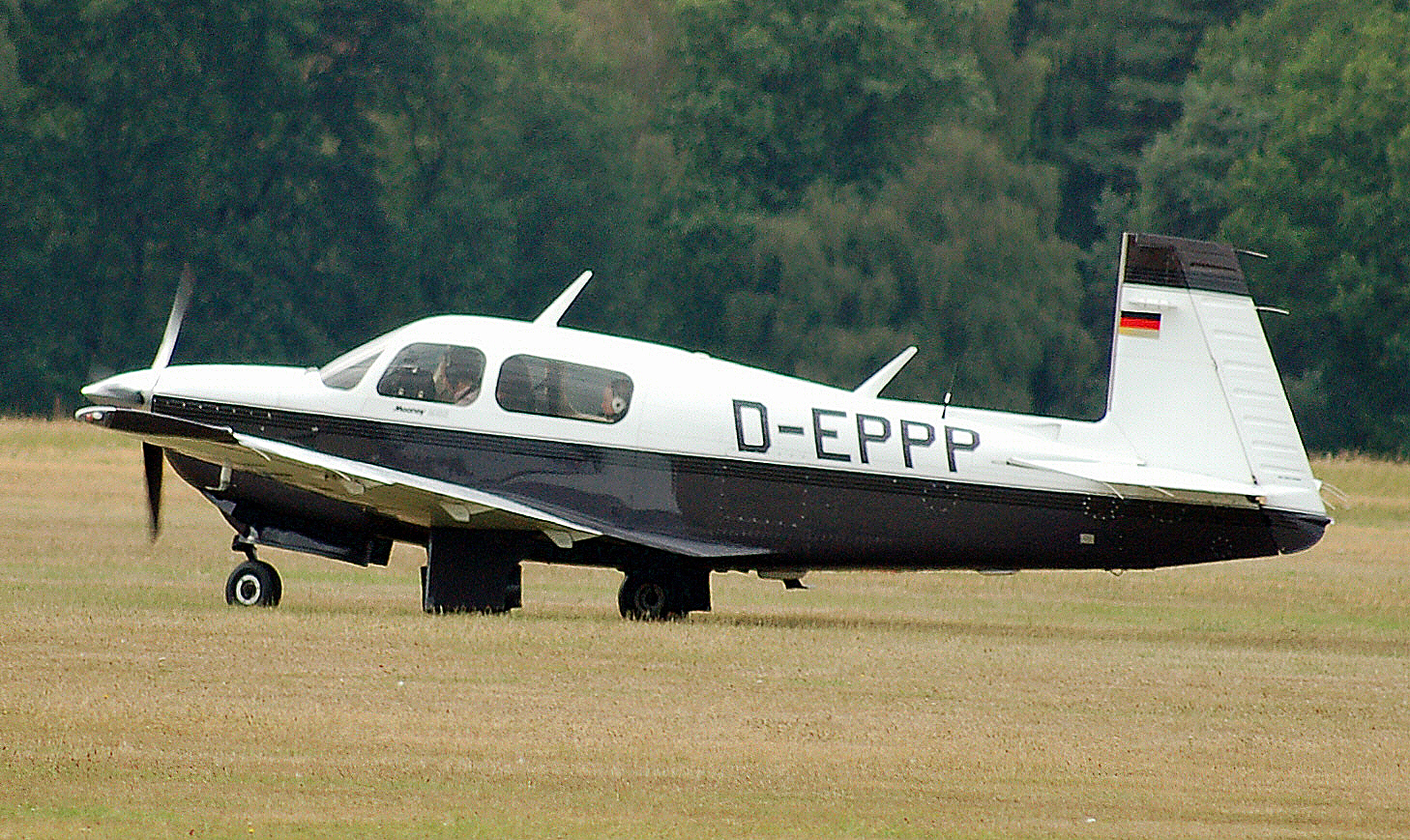
Mooney M20

Biplace de tourisme et d’école, monoplan à aile haute cantilever contreventée et train classique fixe de construction entièrement métallique. La dérive présente un dessin caractéristique, où son sommet est plus en avant que sa base, comparable aux productions Mooney. 1 seul prototype construit [N6663D] en 1961 par Volaircraft Inc, à Aliquippa, Pennsylvanie. 

## Volaire Model 1035
Version quadriplace du Volaire 10 apparue en 1964 avec moteur Lycoming O-290- D2C de 135 ch.

## Volaire Model 1050
Version quadriplace du Volaire 10 apparue en 1964 avec moteur Lycoming de 150 ch. En 1965 Aero Commander rachète Volaircraft et produit cet avion comme Aero Commander 100. 